# César Augusto Sebba
César Augusto Sebba (Goiânia, 27 settembre 1945) è un ex cestista brasiliano.

## Carriera
Ha partecipato al Campionato del mondo 1967, dove ha vinto la medaglia di bronzo, segnando 20 punti in 6 partite.